# Vrbový kostel

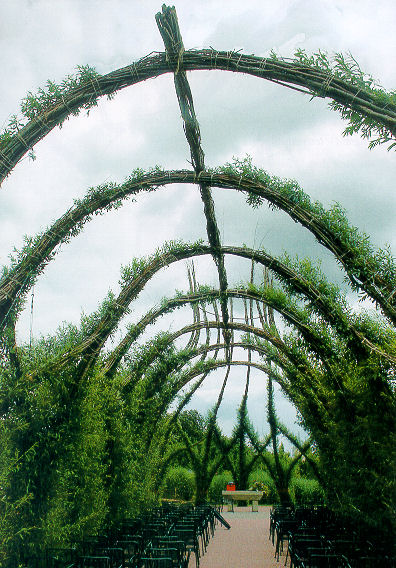
Vrbový kostel v Kaiserslauternu

Vrbový kostel (něm. Weidenkirche) je přírodní chrám, jehož vzhled postupně dotváří rostoucí vrbové proutí. Tento typ kostela nemá zdi ani střechu, jeho konečnou formu předurčují kovové podpěry či lana, které vrbové větvičky obrůstají. 
První a dosud největší vrbový kostel na světě zvaný Weidendom se nachází v německém Rostocku. Dosahuje výšky 15 metrů a délky 52 metrů, jeho tvůrcem je architekt Marcel Kalberer. Kostel je součástí výstaviště IGA Park, kde vznikl u příležitosti Mezinárodní zahradní výstavy pořádané v roce 2003.
Později následovaly další vrbové kostely, např. v německých městech Berlín (část Wannsee), Kaiserslautern, Gedern (část Steinberg), Wendeburg, Hannover a Pappenheim nebo rakouské obci Johnsbach (spolková země Štýrsko).